# Pycnodysostose
Pycnodysostose is een zeldzame autosomaal recessieve aandoening (een osteopetrose) die gekenmerkt wordt door een relatief groot schedelvolume met een blijvend aanwezige vergrote fontanel alsmede verkorte pijpbeenderen die snel beschadigen. Ook de onderkaak beschadigt makkelijk.